# Jan-Ivar Utas

Jan-Ivar Utas den 11 januari 2018

Jan-Ivar Utas, född 1 maj 1946, är en svensk mångsysslare inom underhållningsbranschen. Han är bland annat skådespelare, dramatiker, sångare och kompositör. Utas är professionellt verksam inom teater, musik, varieté, radio, film och TV.
Utas har arbetat på Kungliga Operan, Drottningholmsteatern, Södra Teatern, Gröna Lundsteatern, Stockholms Parkteater, Pistolteatern, Lilla Teatern i Helsingfors och Gotlands Teater och dessutom arbetat med film, TV och radioteater. Han producerar eget material inom den egna UTAS TEATER.

## Rollista i urval
- Engeln, 1976, Dansbandssångaren
- Repmånad, 1979, Vapenvägraren
- Sömnen, 1984, Greger, karatemästaren
- Beck - Advokaten, 2006, Gunvald Larssons advokat
- Hus i helvete, 2006, 12 olika roller)
- Höök, 2007, Rolandsson